# Тарнавка-Друга
Тарнавка-Друга (пол. Tarnawka Druga) — село в Польщі, у гміні Закшев Люблінського повіту Люблінського воєводства.
Населення — 240 осіб (2011).
У 1975-1998 роках село належало до Замойського воєводства.

## Демографія
Демографічна структура станом на 31 березня 2011 року:
|          | Загалом | Допрацездатний вік | Працездатний вік | Постпрацездатний вік |
| -------- | ------- | ------------------ | ---------------- | -------------------- |
| Чоловіки | 119     | 25                 | 81               | 13                   |
| Жінки    | 121     | 14                 | 67               | 40                   |
| Разом    | 240     | 39                 | 148              | 53                   |